# Список глав правительства Чехии

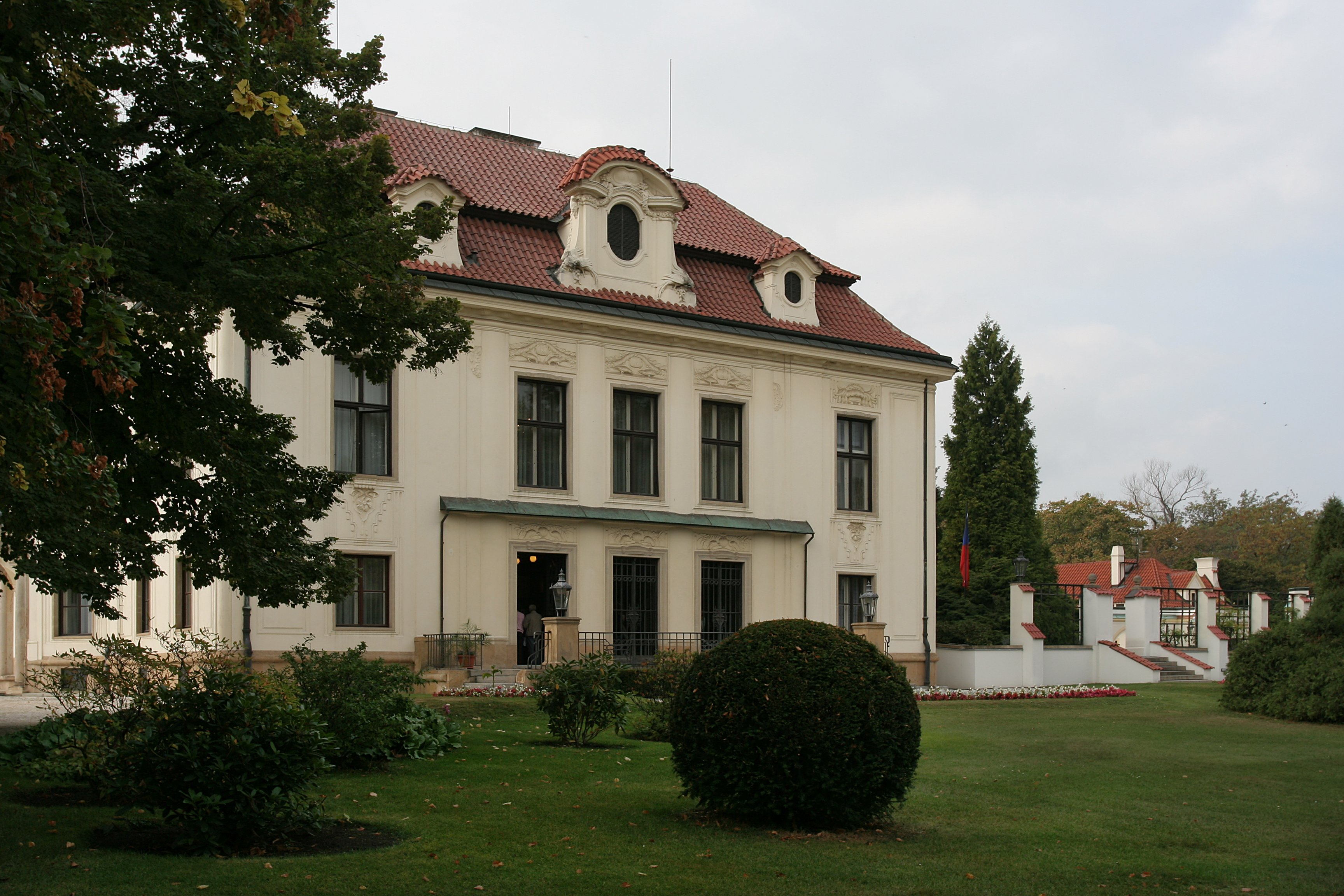
Вилла Крамаржа (Прага, Градчаны), резиденция главы правительства

Список глав правительства Чехии включает лиц, занимавших пост председателя правительства со времени провозглашения в 1993 году независимой Чешской Республики, руководителей правительства Чехии в составе федеративной Чехословакии в 1969—1992 годах, а также земельных президентов, возглавлявших автономные чешские национальные органы территориального управления в 1928—1939 годах и образованные в зависимом от нацистской Германии государственном образовании — протекторате Богемии и Моравии (1939—1945 годы).
В настоящее время председатель Правительства Чешской Республики (чеш. Předseda vlády České republiky), глава Правительства Чехии, назначается Президентом Чехии и принимает на себя обязательство сформировать правительство, которому  Палата депутатов Парламента Чешской Республики предоставит вотум доверия. Согласно Конституции Чехии, он организует совещания правительства, руководит ими, выступает от имени правительства. Он принимает участие в подготовке законов, законодательных актов Сената и правительственных постановлений. По его предложению президент республики назначает и отрешает иных членов правительства, через него другие члены правительства могут подать прошение об отставке. В соответствии со статьёй 63 конституции он, или назначенный им член кабинета, предоставляют контрасигнатуру на указы президента, что освобождает президента и делает правительство в целом или конкретного министра ответственным за последствия применения акта. В случае образования вакансии на посту президента или невозможности исполнения президентом возложенных полномочий, глава правительства должен выполнять некоторые его функции, в частности, представлять государство за рубежом, согласовывать и направлять на ратификацию международные договора, являться главнокомандующим Вооружёнными силами, назначать и отрешать руководителей дипломатических миссий, осуществлять награждение государственными наградами, объявлять амнистию, назначать судей.
Официальной резиденцией главы правительства является Вилла Крамаржа в пражском районе Градчаны.
Использованная в первом столбце таблиц нумерация является условной; также условным является использование в первом столбце цветовой заливки, служащей для упрощения восприятия принадлежности лиц к различным политическим силам без необходимости обращения к столбцу, отражающему партийную принадлежность. Наряду с партийной принадлежностью, в столбце «Партия» также отражён внепартийный (независимый) статус персоналий. В таблицах в столбце «Выборы» отражены состоявшиеся выборные процедуры; в случае, если глава правительства получил полномочия без таковых, столбец не заполняется. Для удобства список разделён на принятые в историографии периоды истории страны. Приведённые в преамбулах к каждому из разделов описания этих периодов призваны пояснить особенности политической жизни.

## Первая и Вторая Чехословацкие республики (1918—1939)

Чешские земли после 1928 года:
Чешская земля
Моравско-силезская земля

Первая Чехословацкая Республика (чеш. první Československá republika) — первое чехословацкое государство, существовавшее с 1918 года по 1938 год. Оно состояло из Богемии, Моравии, Чешской Силезии, Словакии и Подкарпатской Руси. Революционное национальное собрание Чехословакии (чеш. Revoluční národní shromáždění, словац. Revolučné národné zhromaždenie), высший представительский и законодательный орган в период создания Чехословакии, был образован 14 ноября 1918 года на базе Национального комитета на основе положений Временной конституции. C 1 декабря 1928 года Чехословакия была административно разделена на 4 самоуправляемых земли (чеш. země) — Чешскую (на территории Богемии), единую Моравско-силезскую (на территории Моравии и Чешской Силезии), Словацкую (словац. Slovenská krajina) и Подкарпатскую Русь (чеш. Země Podkarpatoruská).
После подписания 30 сентября 1938 года Мюнхенского соглашения (без участия представителей Чехословакии) Германия присоединила к себе Судетскую область, затем последовали новые территориальные потери в пользу Польши и Венгрии. Традиционно пост-мюнхенский период чехословацкой истории с 1 октября 1938 года или, в зависимости от точки зрения, с 6 октября 1938 года (даты провозглашения автономии Словакии), и до образования 15 марта 1939 года протектората Богемии и Моравии, именуют Второй Чехословацкой Республикой (чеш. Druhá československá republika). Единое чехословацкое государство прекратило существование после провозглашения независимости 14 марта 1939 года Словацкой Республики (словац. Slovenská republika, в исторической литературе — «Первая Словацкая Республика»), образования на следующий день на чешских землях германского протектората Богемии и Моравии и одновременного провозглашения независимой Карпатской Украины (укр. Карпатська Україна) на территории Подкарпатской Руси, которая 18 марта 1939 года была полностью оккупирована Венгрией.

### Чешская земля (в составе Чехословакии, 1928—1939)
Чешская земля (чеш. Země Česká, нем. Land Böhmen), самоуправляемая земля в составе Чехословакии, была создана в 1928 году и имела находившиеся в Праге ассамблею, юрисдикция которой ограничивалась регулировкой законов и постановлений центрального правительства применительно к местным потребностям, и администрацию, во главе которой стоял земельный президент (чеш. Česká zemští prezidenti), назначаемый правительством Чехословакии. 15 марта 1939 года оккупированные Германией земли Богемии были включены в Протекторат Богемии и Моравии. Формально существование Чешской земли продолжалось до 31 декабря 1948 года, без сохранения автономных прав.
|        | Портрет | Имя (годы жизни)                             | Полномочия      | Полномочия      | Пр.    |
| Начало | Портрет | Имя (годы жизни)                             | Окончание       |                 | Пр.    |
| ------ | ------- | -------------------------------------------- | --------------- | --------------- | ------ |
| а      |         | Гуго Кубат (1873—1932) чеш. Hugo Kubát       | 1 декабря 1928  | 12 февраля 1932 | [ 12 ] |
| и. о.  |         | Леопольд Шром (?—?) чеш. Leopold Šrom        | 12 февраля 1932 | 31 декабря 1932 | [ 13 ] |
| б      |         | Йозеф Соботка (1873—1942) чеш. Josef Sobotka | 1 января 1933   | 15 мая 1939     | [ 14 ] |

### Моравско-силезская земля (в составе Чехословакии, 1928—1939)
Моравско-силезская земля (чеш. Země Moravskoslezská) , самоуправляемая земля в составе Чехословакии, была создана в 1928 году и имела находившиеся в Брно ассамблею, юрисдикция которой ограничивалась регулировкой законов и постановлений центрального правительства применительно к местным потребностям, и администрацию, во главе которой стоял земельный президент (чеш. Moravskoslezští zemští prezidenti), назначаемый правительством Чехословакии. 15 марта 1939 года оккупированные Германией земли Моравии и Силезии были включены в Протекторат Богемии и Моравии.  Формально существование Моравско-силезской земли продолжалось до 31 декабря 1948 года, без сохранения автономных прав.
|        | Портрет | Имя (годы жизни)                     | Полномочия     | Полномочия  | Пр.    |
| Начало | Портрет | Имя (годы жизни)                     | Окончание      |             | Пр.    |
| ------ | ------- | ------------------------------------ | -------------- | ----------- | ------ |
| а      |         | Ян Черный (1874—1959) чеш. Jan Černý | 1 декабря 1928 | 15 мая 1939 | [ 16 ] |

## Протекторат Богемии и Моравии (1939—1945)
Протекторат Богемии и Моравии (нем. Protektorat Böhmen und Mähren; чеш. Protektorát Čechy a Morava) — зависимое государственное образование, учреждённое властями Германии на оккупированных территориях Богемии, Моравии и Чешской Силезии, населённых этническими чехами. Протекторат был создан 15 марта 1939 года указом Адольфа Гитлера и существовал до взятия Праги Красной армией в ночь с 8 на 9 мая 1945 года. Главой Протектората являлся государственный президент (чеш. státní prezident) Эмиль Гаха, пользовавшийся почётными правами и опирающийся на личное доверие Гитлера. Защиту интересов Рейха осуществлял назначаемый фюрером рейхспротектор (нем. Reichsprotektor), канцелярия которого располагалась в Пражском Граде. Он обладал правом издания собственных указов и мог наложить вето на любые нормативные или административные акты и судебные решения. Председатель правительства Протектората (чеш. předseda vlády Protektorátu Čechy a Morava, нем. Minister-Präsident) назначался государственным президентом.
|        | Портрет        | Имя (годы жизни)                                 | Полномочия       | Полномочия       | Партия                        | Кабинет | Пр.           |
| Начало | Портрет        | Имя (годы жизни)                                 | Окончание        |                  | Партия                        | Кабинет | Пр.           |
| ------ | -------------- | ------------------------------------------------ | ---------------- | ---------------- | ----------------------------- | ------- | ------------- |
| и. о.  |                | Рудольф Беран (1887—1954) чеш. Rudolf Beran      | 16 марта 1939    | 27 апреля 1939   | Партия национального единства | Беран   | [ 19 ]        |
| 1      |                | генерал Алоис Элиаш (1890—1942) чеш. Alois Eliáš | 27 апреля 1939   | 27 сентября 1941 | военный                       | Элиаш   | [ 20 ] [ 21 ] |
| и. о.  |                | Ярослав Крейчи (1892—1956) чеш. Jaroslav Krejčí  | 27 сентября 1941 | 19 января 1942   | «Национальное партнёрство»    | Крейчи  | [ 22 ]        |
| 2      | 19 января 1942 | Ярослав Крейчи (1892—1956) чеш. Jaroslav Krejčí  | 19 января 1945   |                  | «Национальное партнёрство»    | Крейчи  | [ 22 ]        |
|        | 19 января 1942 | Ярослав Крейчи (1892—1956) чеш. Jaroslav Krejčí  | 19 января 1945   | независимый      |                               | Крейчи  | [ 22 ]        |
| 3      |                | Рихард Бинерт (1881—1949) чеш. Richard Bienert   | 19 января 1945   | 5 мая 1945       | независимый                   | Бинерт  | [ 23 ]        |

## Чешская Социалистическая Республика (в составеЧССР, 1969—1990)

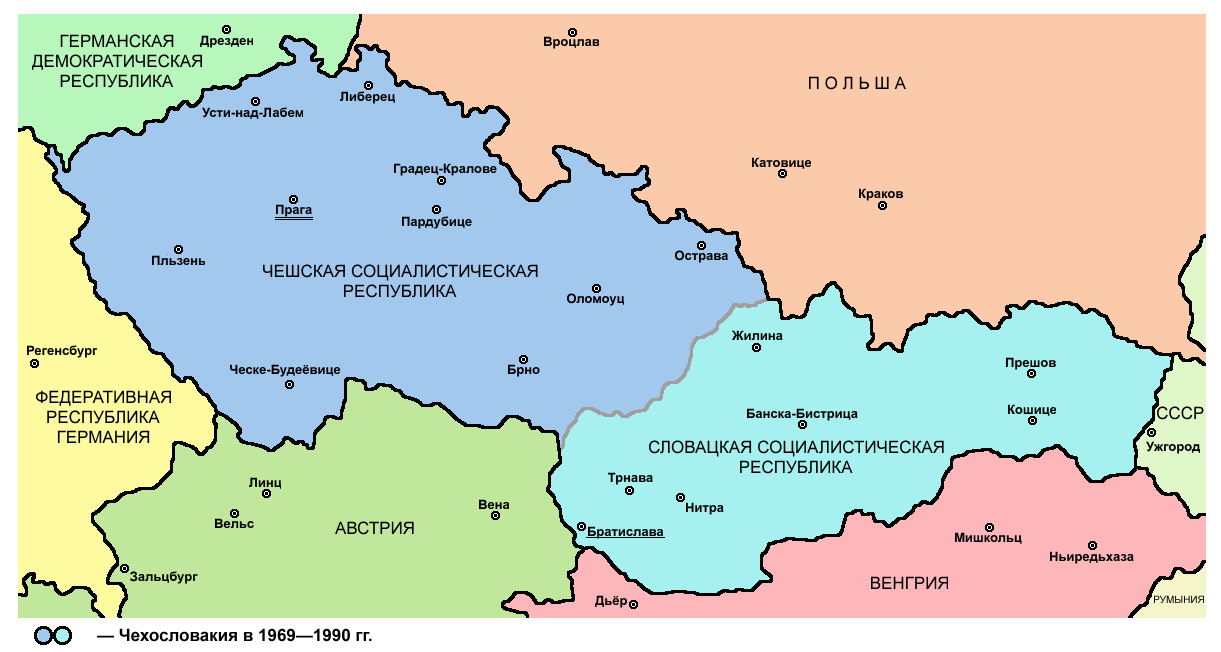
ЧССР (1968—1989)

С января по август 1968 года в стране под руководством первого секретаря ЦК КПЧ Александра Дубчека в Чехословацкой Социалистической Республики были начаты реформы, направленные на расширение прав и свобод и децентрализацию власти, получившие название «Пражская весна» (чеш. Pražské jaro, словац. Pražská jar), прерванные вводом войск Организации Варшавского договора.
Ранее являвшаяся унитарным государством, 1 января 1969 года Чехословацкая Социалистическая Республика стала федерацией двух равноправных государств — Чешской Социалистической Республики (чеш. Česká socialistická republika) и Словацкой Социалистической Республики (словац. Slovenská socialistická republika). В Чехии было сформировано республиканское правительство со значительным объёмом полномочий, с председателем правительства во главе (чеш. předseda vlády České socialistické republiky).
Для организации республиканского управления был принят закон № 2/1969 «О создании министерств и других центральных органов государственного управления Чешской Социалистической Республики» (с изменениями и дополнениями сохраняющий силу до настоящего времени), определяющий структуру, сферу деятельности и ответственности министерств.
|         | Портрет | Имя (годы жизни)                                 | Полномочия       | Полномочия       | Партия                                                                              | Выборы                          | Кабинет                                                                                               | Пр.    |
| Начало  | Портрет | Имя (годы жизни)                                 | Окончание        |                  | Партия                                                                              | Выборы                          | Кабинет                                                                                               | Пр.    |
| ------- | --- | ------------------------------------------------ | ---------------- | ---------------- | ----------------------------------------------------------------------------------- | ------------------------------- | --- | ------ |
| 1       | | Станислав Разл (1920—1999) чеш. Stanislav Rázl   | 8 января 1969    | 29 сентября 1969 | Коммунистическая партия Чехословакии во главе Национального фронта чехов и словаков | 1968                            | Разл                                                                                                  | [ 27 ] |
| 2       | | Йозеф Кемпны (1920—1996) чеш. Josef Kempný       | 29 сентября 1969 | 28 января 1970   | Коммунистическая партия Чехословакии во главе Национального фронта чехов и словаков | 1968                            | Кемпны и Корчак                                                                                       | [ 28 ] |
| 3 (I—V) | | Йозеф Корчак (1920—2008) чеш. Josef Korčák       | 28 января 1970   | 9 декабря 1971   | Коммунистическая партия Чехословакии во главе Национального фронта чехов и словаков | 1968                            | Кемпны и Корчак                                                                                       | [ 29 ] |
| 3 (I—V) | 9 декабря 1971 | Йозеф Корчак (1920—2008) чеш. Josef Korčák       | 4 ноября 1976    | 1971             | Коммунистическая партия Чехословакии во главе Национального фронта чехов и словаков | Корчак—II                       | | [ 29 ] |
| 3 (I—V) | 4 ноября 1976 | Йозеф Корчак (1920—2008) чеш. Josef Korčák       | 18 июня 1981     | 1976             | Коммунистическая партия Чехословакии во главе Национального фронта чехов и словаков | Корчак—III                      | | [ 29 ] |
| 3 (I—V) | 18 июня 1981 | Йозеф Корчак (1920—2008) чеш. Josef Korčák       | 18 июня 1986     | 1981             | Коммунистическая партия Чехословакии во главе Национального фронта чехов и словаков | Корчак—IV                       | | [ 29 ] |
| 3 (I—V) | 18 июня 1986 | Йозеф Корчак (1920—2008) чеш. Josef Korčák       | 20 марта 1987    | 1986             | Коммунистическая партия Чехословакии во главе Национального фронта чехов и словаков | Корчак, Адамец, Питра и Питгарт | | [ 29 ] |
| 4       | | Ладислав Адамец (1926—2007) чеш. Ladislav Adamec | 20 марта 1987    | 1986             | Коммунистическая партия Чехословакии во главе Национального фронта чехов и словаков | Корчак, Адамец, Питра и Питгарт | 12 октября 1988                                                                                       | [ 30 ] |
| 5       | | Франтишек Питра (1932—2018) чеш. František Pitra | 12 октября 1988  | 1986             | Коммунистическая партия Чехословакии во главе Национального фронта чехов и словаков | Корчак, Адамец, Питра и Питгарт | 6 февраля 1990                                                                                        |        |
| 5       | Коммунистическая партия Чехословакии с 5 декабря 1989 года в коалиции с Гражданским форумом и Чехословацкой народной партией | Франтишек Питра (1932—2018) чеш. František Pitra | 12 октября 1988  | 1986             |                                                                                     | Корчак, Адамец, Питра и Питгарт | 6 февраля 1990                                                                                        |        |
| 6 (I)   | | Петр Питгарт (1941—) чеш. Petr Pithart           | 6 февраля 1990   | 1986             | 29 марта 1990                                                                       | Корчак, Адамец, Питра и Питгарт | Гражданский форум в коалиции с Коммунистической партией Чехословакии и Чехословацкой народной партией | [ 31 ] |

## Чешская Республика (в составеЧСФР, 1990—1992)

Герб ЧСФР

В соответствии с конституционным законом Чехословацкой Социалистической Республики от 29 марта 1990 года наименование государства было заменено на Чехословацкая Федеративная Республика (чеш. Československá federativní republika, словац. Česko-slovenská federatívna republika). Вскоре, 20 апреля 1990 года, был принят конституционный закон, в соответствии с которым новым наименованием страны стало Чешская и Словацкая Федеративная Республика (чеш. Česká a Slovenská Federativní Republika, словац. Česká a Slovenská Federatívna Republika).
В сентябре 1992 года был проведён опрос населения Чехословакии об отношении к разделу страны. В Словакии за разделение страны было 37 %, против 63 %, в Чехии за 36 %, против 64 %. Тем не менее, 17 июля 1992 года Словацкий национальный совет принял декларацию о независимости словацкой нации, после чего 20 июля чехословацкий президент Вацлав Гавел, выступающий против разделения, ушёл в отставку. 25 ноября Федеральное собрание приняло закон о разделении страны с 1 января 1993 года. 16 декабря 1992 года Чешский национальный совет утвердил конституцию Чешской Республики (ранее в Чехии действовала федеральная конституция). 1 января 1993 года ЧСФР была распущена, Чешская и Словацкая республики стали независимыми государствами.
|          | Портрет      | Имя (годы жизни)                       | Полномочия    | Полномочия | Партия | Выборы  | Кабинет                           | Пр.                         |
| Начало   | Портрет      | Имя (годы жизни)                       | Окончание     | | Партия | Выборы  | Кабинет                           | Пр.                         |
| -------- | ------------ | -------------------------------------- | ------------- | --- | --- | ------- | --------------------------------- | --------------------------- |
| 6 (I—II) |              | Петр Питгарт (1941—) чеш. Petr Pithart | 29 марта 1990 | 29 июня 1990 | Гражданский форум в коалиции с Коммунистической партией Чехословакии и Чехословацкой народной партией                                                                                           | (1986)  | (Корчак, Адамец, Питра и Питгарт) | [ 31 ]                      |
| 6 (I—II) | 29 июня 1990 | Петр Питгарт (1941—) чеш. Petr Pithart | 2 июля 1992   | Гражданский форум в коалиции с Христианско-демократическим союзом и Движением за самоуправляющуюся демократию — Обществом Моравии и Силезии                                                                              | 1990 | Питгарт |                                   | [ 31 ]                      |
|          | 29 июня 1990 | Петр Питгарт (1941—) чеш. Petr Pithart | 2 июля 1992   | Гражданское движение в коалиции с Гражданской демократической партии, Гражданским демократическим альянсом, Движением за самоуправляющуюся демократию — Обществом Моравии и Силезии и Христианско-демократическим союзом | 1990 | Питгарт |                                   | [ 31 ]                      |
| 7 (I)    |              | Вацлав Клаус (1941—) чеш. Václav Klaus | 2 июля 1992   | 1 января 1993 | Гражданская демократическая партия в коалиции с Христианско-демократическим союзом — Чехословацкой народной партией, Гражданским демократическим альянсом и Христианско-демократической партией | 1992    | Клаус—I                           | [ 35 ] [ 36 ] [ 37 ] [ 38 ] |

## Чешская Республика (с 1993)
1 января 1993 года ЧСФР была распущена, Чешская Республика стала независимым государством. В независимой Чехии сохранил силу (действуя с изменениями и дополнениями) принятый в 1969 году закон № 2/1969 «О создании министерств и других центральных органов государственного управления Чешской Социалистической Республики», определяющий структуру, сферу деятельности и ответственности министерств.
|           | Портрет       | Имя (годы жизни)                                 | Полномочия      | Полномочия | Партия | Выборы | Кабинет     | Пр.                         |
| Начало    | Портрет       | Имя (годы жизни)                                 | Окончание       | | Партия | Выборы | Кабинет     | Пр.                         |
| --------- | ------------- | ------------------------------------------------ | --------------- | --- | --- | --- | ----------- | --------------------------- |
| 1 (I—II)  |               | Вацлав Клаус (1941—) чеш. Václav Klaus           | 1 января 1993   | 4 июля 1996 | Гражданская демократическая партия в коалиции с Христианско-демократическим союзом — Чехословацкой народной партией, Гражданским демократическим альянсом и Христианско-демократической партией | (1992) | Клаус—I     | [ 35 ] [ 36 ] [ 37 ] [ 38 ] |
| 1 (I—II)  | 4 июля 1996   | Вацлав Клаус (1941—) чеш. Václav Klaus           | 2 января 1998   | Гражданская демократическая партия в коалиции с Христианско-демократическим союзом — Чехословацкой народной партией и Гражданским демократическим альянсом | 1996 | Клаус—II |             | [ 35 ] [ 36 ] [ 37 ] [ 38 ] |
| 2         |               | Йозеф Тошовский (1950—) чеш. Josef Tošovský      | 2 января 1998   | 22 июля 1998 | 1996 | независимый в коалиции с Гражданской демократической партией (после 22 января 1998 года с Союзом свободы), Христианско-демократическим союзом — Чехословацкой народной партией, Гражданским демократическим альянсом и Христианско-демократической партией | Тошовский   | [ 40 ] [ 41 ]               |
| 3         |               | Милош Земан (1944—) чеш. Miloš Zeman             | 22 июля 1998    | 15 июля 2002 | Чешская социал-демократическая партия | 1998 | Земан       | [ 42 ] [ 43 ] [ 44 ] [ 45 ] |
| 4         |               | Владимир Шпидла (1951—) чеш. Vladimír Špidla     | 15 июля 2002    | 4 августа 2004 | Чешская социал-демократическая партия в коалиции с Христианско-демократическим союзом — Чехословацкой народной партией и Союзом свободы — Демократическим союзом                                | 2002 | Шпидла      | [ 46 ] [ 47 ] [ 48 ]        |
| 5         |               | Станислав Гросс (1969—2015) чеш. Stanislav Gross | 4 августа 2004  | 25 апреля 2005 | Чешская социал-демократическая партия в коалиции с Христианско-демократическим союзом — Чехословацкой народной партией и Союзом свободы — Демократическим союзом                                | 2002 | Гросс       | [ 49 ] [ 50 ] [ 51 ]        |
| 6         |               | Иржи Пароубек (1952—) чеш. Jiří Paroubek         | 25 апреля 2005  | 4 сентября 2006 | Чешская социал-демократическая партия в коалиции с Христианско-демократическим союзом — Чехословацкой народной партией и Союзом свободы — Демократическим союзом                                | 2002 | Пароубек    | [ 52 ] [ 53 ] [ 54 ]        |
| 7 (I—II)  |               | Мирек Тополанек (1956—) чеш. Mirek Topolánek     | 4 сентября 2006 | 9 января 2007 | Гражданская демократическая партия в коалиции с независимыми политиками | 2006 | Тополанек—I | [ 55 ] [ 56 ]               |
| 7 (I—II)  | 9 января 2007 | Мирек Тополанек (1956—) чеш. Mirek Topolánek     | 8 мая 2009      | Гражданская демократическая партия в коалиции с Христианско-демократическим союзом — Чехословацкой народной партией и Партией зелёных                      | Тополанек—II | 2006 |             | [ 55 ] [ 56 ]               |
| 8         |               | Ян Фишер (1951—) чеш. Jan Fischer                | 8 мая 2009      | 13 июля 2010 | независимый («правительство экспертов») | 2006 | Фишер       | [ 57 ] [ 58 ] [ 59 ]        |
| 9         |               | Петр Нечас (1964—) чеш. Petr Nečas               | 13 июля 2010    | 10 июля 2013 | Гражданская демократическая партия в коалиции с партиями «ТОП 09» и «Дела общественные» (с 29 мая 2012 «ЛИДЕМ — либеральные демократы»)                                                         | 2010 | Нечас       | [ 60 ] [ 61 ]               |
| 10        |               | Иржи Руснок (1960—) чеш. Jiří Rusnok             | 10 июля 2013    | 29 января 2014 | независимый в коалиции с Христианско-демократическим союзом — Чехословацкой народной партией | 2010 | Руснок      | [ 62 ] [ 63 ] [ 64 ]        |
| 11        |               | Богуслав Соботка (1971—) чеш. Bohuslav Sobotka   | 29 января 2014  | 13 декабря 2017 | Чешская социал-демократическая партия в коалиции с Христианско-демократическим союзом — Чехословацкой народной партией и партией «АНО 2011»                                                     | 2013 | Соботка     | [ 65 ] [ 66 ] [ 67 ]        |
| 12 (I—II) |               | Андрей Бабиш (1954—) чеш. Andrej Babiš           | 13 декабря 2017 | 27 июня 2018 | ANO 2011 | 2017 | Бабиш—I     | [ 68 ] [ 69 ]               |
| 12 (I—II) | 27 июня 2018  | Андрей Бабиш (1954—) чеш. Andrej Babiš           | 17 декабря 2021 | ANO 2011 в коалиции с Чешской социал-демократической партией                                                                                               | Бабиш—II | 2017 |             | [ 68 ] [ 69 ]               |
| 13        |               | Петр Фиала (1964—) чеш. Petr Fiala               | 17 декабря 2021 | действующий | Гражданская демократическая партия в коалиции с Чешской пиратской партией, партиями «Старосты и независимые», «ТОП 09» и Христианско-демократическим союзом — Чехословацкой народной партией    | 2021 | Фиала       | [ 70 ] [ 71 ]               |